# Windows Preinstallation Environment
Windows Preinstallation Environment, Windows PE – środowisko przed-instalacyjne systemu Windows.
Środowisko Windows PE jest systemem operacyjnym opracowanym przez Microsoft. Pierwotnie Windows PE był wyłącznie zaawansowanym środowiskiem rozruchowym, które umożliwiało przygotowywanie komputerów klienckich do instalowania systemu Microsoft Windows XP Professional. W chwili obecnej jest to pełnoprawny system operacyjny umożliwiający uruchamianie różnego rodzaju oprogramowania, łączenie się z siecią itp. Podstawowym zastosowaniem pozostaje jednak instalacja (w tym instalacja zautomatyzowana) systemów Windows.
W dokumentacji narzędzia Solution Accelerator for BDD zaleca się przygotowywanie komputerów klienckich do instalacji docelowego systemu operacyjnego za pomocą środowiska Windows PE. Wdrażanie środowiska Windows PE może się odbywać za pomocą Usług instalacji zdalnej (RIS), z dysków CD-ROM/DVD lub z Live USB.

## Wersje WinPE
| Wersja WinPE | Odpowiednik pełnego Windowsa | Uwagi |
| ------------ | ---------------------------- | --- |
| 1.0          | XP                           | |
| 1.1          | XP SP1                       | |
| 1.2          | Server 2003                  | |
| 2004 (1.5)   | XP SP2                       | |
| 2005 (1.6)   | Server 2003 SP1              | |
| 2.0          | Vista                        | Dodano Windows Scripting Host (WSH), sterowniki oraz aplikacje 32-bitowe (lub w wersji 64-bitowej – 64-bitowe). Od tej wersji WinPE stał się częścią WAIK. |
| 2.1          | Server 2008 / Vista SP1      | |
| 3.0          | Windows 7                    | |
| 4.0          | Windows 8                    | |
| 5.0          | Windows 8.1                  | |
| 5.1          | Windows 8.1                  | |
| 10           | Windows 10                   | |

## Możliwości Windows PE
- API Win32 i Win64
- Linia poleceń (cmd.exe)
- Windows Scripting Host (WSH)
- HTML Applications (HTA)
- ActiveX
- Praca w internecie
- Mass Storage Subsystem
- System plików NTFS
- Specjalne narzędzia do diagnozy sprzętu
- Ładowanie przez PXE
- Sterowniki Plug and Play
- Zajmuje tylko 130 MB

## Braki w stosunku do pełnej wersji Windows
Windows PE został z różnych względów ograniczony (wielkości, szybkości ładowania itp). Nie obsługuje on między innymi:
- protokołów sieciowych innych niż TCP/IP,
- ładowania systemu z dyskietki,
- ładowania systemu z pamięci USB (do wersji 1.2),
- OpenGL,
- zarządzania energią,
- aplikacji Windows Explorer,
- usług serwerowych,
- profili użytkowników.

## Licencja
| Typ licencji                                     | Stacja robocza | Serwer |
| ------------------------------------------------ | -------------- | ------ |
| Open License/Academic Open                       |                |        |
| Select License/Academic Select                   |                |        |
| Open Value                                       |                |        |
| Select License SAM                               | •              | •      |
| Open Value Companywide Option                    | •              | •      |
| Campus and School Agreement/Academic Select SAM* | •              | •      |
| EA/EA Subscription                               | •              | •      |